# The Ethereal Mirror
The Ethereal Mirror es el segundo álbum de la banda de «doom metal» británica Catedral.  Lanzado en 1993, este álbum muestra la experimentación sonora de la banda en un espectro más amplio de sonido que en su álbum debut Forest of Equilibrium.  Las canciones no son tan «doom» o «grinding» como en su primer álbum. Algunas de las canciones contienen los primeros indicios de un cambio musical, que los van dirigiendo hacia el estilo «stoner rock» de sus grabaciones posteriores. Sea reeditó en 2009 con un disco adicional y el #DVD Reflexiones Etéreas.

## Lista de temas
1. "Violet Vortex (Intro)"        – 1:54
2. "Ride"                         – 4:47
3. "Enter the Worms"              – 6:07
4. "Midnight Mountain"            – 4:55
5. "Fountain of Innocence"        – 7:12
6. "Grim Luxuria"                 – 4:47
7. "Jaded Entity"                 – 7:53
8. "Ashes You Leave"              – 6:21
9. "Phantasmagoria"               – 8:42
10. "Imprisoned in Flesh"          – 1:44

## 1996 CD reedición con «bonus tracks»
1. "Sky Lifter"
2. "A Funeral Request" (New 1993 Version)

## Personal
- Lee Dorrian: Voz
- Garry Jennings:  Guitarras eléctricas y acústicas de seis y doce cuerdas, Bajo
- Adam Lehan:  Guitarras de seis y doce cuerdas
- Mark Wharton: Batería, Percusión